# ۵۹۷ (خورشیدی)
۵۹۷ پانصد و نود و هفتمین سال هجری خورشیدی است.